# Orodrassus coloradensis
Espèce
Synonymes
- Drassus coloradensis Emerton, 1877
- Teminius continentalis Keyserling, 1887
- Drassodes melius Chamberlin, 1919

Orodrassus coloradensis est une espèce d'araignées aranéomorphes de la famille des Gnaphosidae.

## Distribution
Cette espèce se rencontre aux États-Unis en Californie,  en Oregon, au Washington, en Idaho, au Montana, au Dakota du Nord, au Wyoming, en Utah, au Colorado, au Nouveau-Mexique et en Arizona et au Canada en Colombie-Britannique, en Alberta, en Saskatchewan et au Manitoba,.

## Description
Les mâles mesurent 8.0.3 mm en moyenne et les femelles 8,96 mm.

## Étymologie
Son nom d'espèce, composé de colorad[o] et du suffixe latin -ensis, « qui vit dans, qui habite », lui a été donné en référence au lieu de sa découverte, le Colorado.

## Publication originale
- Emerton, 1877 : Descriptions of two new spiders from Colorado. Bulletin of the U. S. Geological Survey, vol. 3, p. 528-529.